# مضمار أسكوت
مضمار أسكوت هو مضمار لسباقات الخيول يقع في أسكوت،إنجلترا.يقام سباق رويال أسكوت داخل المضمار.